# Харагун
Харагу́н (рос. Харагун) — село у складі Хілоцького району Забайкальського краю, Росія. Адміністративний центр Харагунського сільського поселення.

## Населення
Населення — 2800 осіб (2010; 2721 у 2002).
Національний склад (станом на 2002 рік):
- росіяни — 91 %